# Aleksandar Kolarov
Aleksandar Kolarov (født 10. november 1985 i Beograd, Jugoslavien) er en serbisk tidligere fodboldspiller, der spillede som venstre back.
Han har spillet for de italienske Serie A-klubber SS Lazio, AS Roma og Inter samt engelske Manchester City. Tidligere har han spillet for Čukarički Stankom og OFK Beograd i sit hjemland.
Med Lazio vandt Kolarov i 2009 den italienske pokalturnering Coppa Italia.

## Landshold
Kolarov har spillet for 94 kampe og scoret 11 mål for Serbiens landshold, som han debuterede for i 2008. Han deltog ved OL i Beijing samme år, og var også med i den serbiske trup til VM i 2010 i Sydafrika og VM i 2018 i Rusland.

## Titler
Coppa Italia
- 2009 med SS Lazio

Premier League
- 2012 og 2014 med Manchester City

FA Cup
- 2011 med Manchester City

Engelsk Liga Cup
- 2014 og 2016 med Manchester City